# La Lumière bleue (film, 1976)
Pour les articles homonymes, voir Lumière bleue (homonymie).
Pour plus de détails, voir Fiche technique et Distribution.
La Lumière bleue (Das blaue Licht) est un film est-allemand réalisé par Iris Gusner, sorti en 1976. Il s'agit d'une adaptation du conte des frères Grimm homonyme présent dans le recueil Contes de l'enfance et du foyer.

## Synopsis
Le paysan Hans est parti à la guerre en tant que soldat. De retour, il se fait voler sa solde par son roi et se met en route pour rentrer chez lui. En chemin, il est attaqué par un brigand qui se révèle pourtant être un homme pacifique. Hans l'aide même à réparer son canon.
La nuit, il arrive dans une maison isolée habitée par une sorcière qui lui offre le gîte. Le lendemain, elle lui demande d'aller lui chercher une lumière au puits. Hans va la chercher et décide de la garder lorsqu'il s'aperçoit que la sorcière le trompe. Il découvre son pouvoir magique de la lampe. En l'allumant, un petit homme apparaît et doit servir le propriétaire de la lampe, mais il ne peut le faire que si celui-ci fait montre de confiance en lui. Avec l'aide du petit homme, Hans se procure d'abord de l'or dans le trésor de la sorcière et s'arrête ensuite dans une auberge où il fait la connaissance de la sympathique serveuse Anne.
Devenu courageux grâce à l'aide du bonhomme de la lampe, Hans se rend une nouvelle fois chez le roi pour réclamer son salaire. Il essuie un nouveau refus et enlève la fille de ce dernier, qui doit lui tenir compagnie. Les chasseurs du roi attrapent Hans, mais celui-ci est sauvé par le petit homme. Le coup de canon tiré par erreur par le brigand détruit la potence déjà préparée.
À la fin, Hans s'enfuit à cheval avec Anne et le petit homme.

## Fiche technique
- Titre original : Das blaue Licht
- Titre français : La Lumière bleue[2]
- Réalisateur : Iris Gusner
- Scénario : Dieter Scharfenberg (de), Iris Gusner
- Photographie : Jürgen Lenz (de)
- Montage : Helga Krause
- Musique : Gerhard Rosenfeld (de)
- Sociétés de production : Deutsche Film AG
- Pays de production :  Allemagne de l'Est
- Langue de tournage : allemand
- Format : Couleur - 35 mm
- Durée : 82 minutes (1h22)
- Genre : Conte merveilleux
- Dates de sortie :
  - Allemagne de l'Est : 14 mars 1976
  - Allemagne de l'Ouest : 14 mars 1976
  - Pologne : 25 avril 1977

## Distribution
- Viktor Semionov : Hans
- Fred Delmare : le petit d'homme
- Katharina Thalbach : la princesse
- Helmut Straßburger (de) : le roi
- Blanche Kommerell (de) : Anne
- Marylu Poolman (de) : la sorcière
- Christa Löser (de) : la femme de chambre
- Jaecki Schwarz : Knut
- Günter Schubert (de) : la voleur
- Kurt Radeke (de) : le paysan
- Carl Heinz Choynski (de) : le général
- Pedro Hebenstreit (de) : le bourreau
- Jürgen Hölzel : le garde
- Hasso von Lenski (de) : Posten Heinz
- Wilfried Pucher (de) : Hermann
- Joachim Schönitz (de) : Konz